# 91 Suite
I 91 Suite sono un gruppo rock spagnolo da Murcia (Spagna) che ha esordito nel 2002 con un disco omonimo per poi bissare nel 2005 con l'album Times They Change.

## Discografia
- 2001 - 91 Suite
- 2005 - Times They Change
- 2022 - Back in the Game

## Formazione
- Jesus Espin - voce
- Mario Martinez - batteria
- Antonio M. Ruiz - basso
- Ivan Gonzalez - chitarra
- Paco Cerezo - chitarra
- Dani Marata - tastiera